# کلاودیا ستودننیکووا
کلاودیا ستودننیکووا (انگلیسی: Klavdiya Studennikova؛ زادهٔ ۱۴ نوامبر ۱۹۵۸) ورزشکار ورزش شنا اهل اتحاد جماهیر شوروی سوسیالیستی است.